# Tuveraset

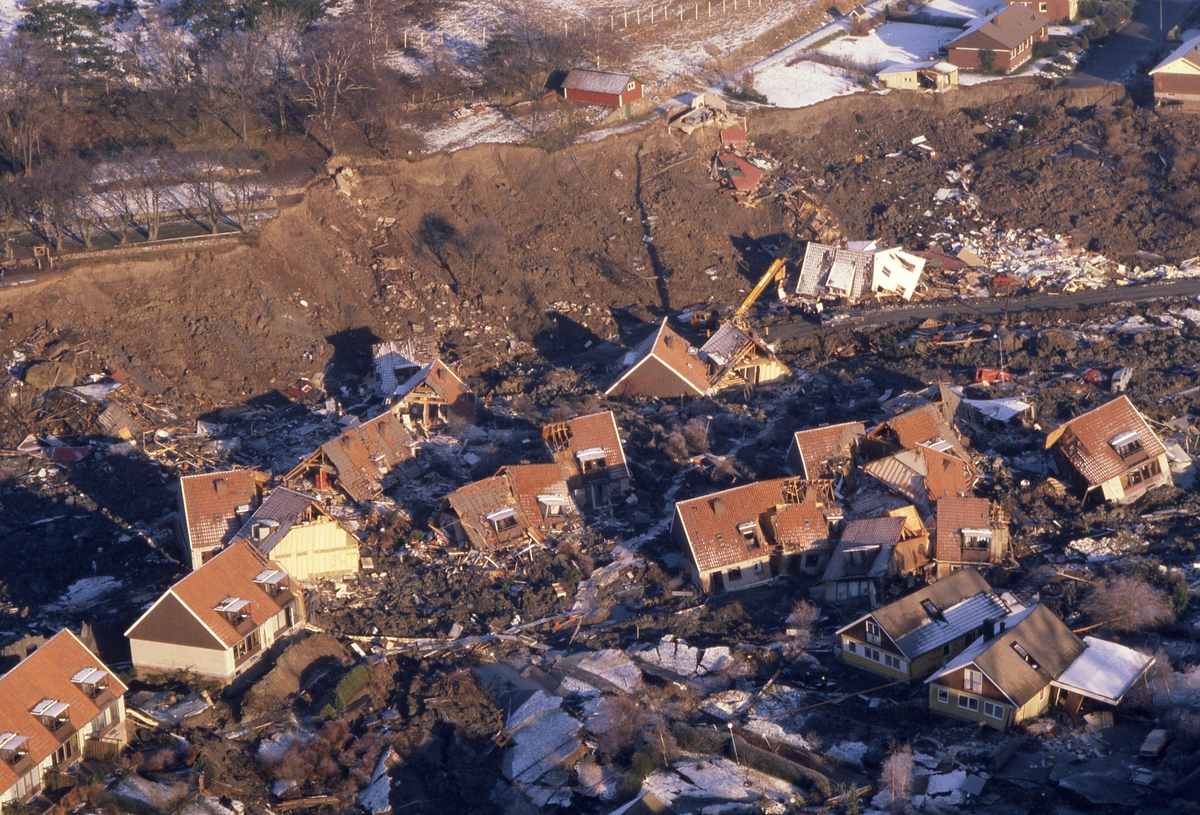
Flygbild över det berörda området.

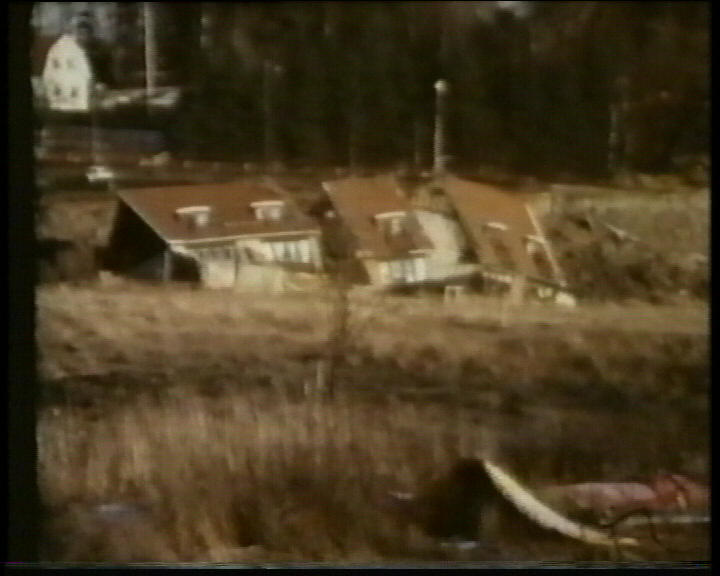
Flera av husen på Almhöjdsvägen gled ner i leran.

Tuveraset, även kallat Raset i Tuve eller Tuveskredet, var ett kraftigt jordskred som inträffade klockan 16:09 den 30 november 1977 i Tuve på Hisingen i Göteborg. Det krävde nio dödsoffer och är därmed en av de värsta naturkatastroferna i Sverige i modern tid.

## Förlopp
Jordskredet inträffade då en stor yta regnmättad lerjord, folkligt kallad hisingslera men som mer korrekt borde benämnas som kvicklera, kom i rörelse under ett villaområde och kanade längs den sluttande berggrunden. Raset förflyttade ett område stort som 37 fotbollsplaner som på några sekunder gled mot Kvillebäckens dalgång. Omkring 300 000 kvadratmeter mark flyttades, nio personer omkom, 62 personer skadades, 436 blev hemlösa och 67 hus rasade samman. Även elnät, telenät, vatten- och avloppsledningar blev förstörda, vilket även drabbade många hushåll utanför själva rasområdet.
Orsaken till katastrofen var bland annat att intensiva höstregn hade skapat ett extremt högt vattentryck i marken och på så sätt försämrat stabiliteten. Det spekulerades också i att tensider från tvättmedel hade förändrat kalciumjonerna i leran och gjort den lösare. En breddad vägbank och ändrade grundvattenförhållanden på grund av ett nytt bostadsområde gjorde att lasten blev för stor och leran började röra på sig.

## Efterspel
Efter katastrofen genomfördes flera åtgärder för att undvika fler ras i området. Hus närmast rasområdet förankrades i berggrunden med betongfyllda stålrör. 100 000 kubikmeter lera flyttades. En 108 meter lång kista fylld med 6 000 kubikmeter sprängsten förankrades med stålväggar i berggrunden, och grundvattennivån kontrolleras efter raset med hjälp av ett underjordiskt magasin.
Tuveraset kom att leda till ett kraftigt ökat medvetande om risken för ras och skred i Sverige. Räddningsverket började kartlägga riskerna för liknande händelser i framtiden. Regelverket skärptes och krav infördes på att kommunerna inte ska bevilja bygglov innan det står klart att marken där är säker ur ras- och skredsynpunkt. Kommunerna har också möjlighet att söka bidrag från Räddningsverket (numera Myndigheten för samhällsskydd och beredskap) för förebyggande insatser.